# Ready Teddy (Pferd)
Ready Teddy (1987 – 23. April 2011) war ein international erfolgreiches Vielseitigkeitspferd, das von dem Neuseeländer Blyth Tait geritten wurde. Das Paar nahm an drei Olympischen Sommerspielen teil und hat 1996 im Einzelwettbewerb Gold gewonnen. Bei den Weltreiterspielen 1998 gewannen sie zwei Goldmedaillen. Ready Teddy war das erste Vielseitigkeitspferd das sowohl an Olympischen Spielen, als auch an den Weltreiterspielen Gold im Einzelwettbewerb gewinnen konnte. Ready Teddy starb 2011 an einer Kolik.

## Zucht und Rennbahn
Ready Teddy wurde 1987 geboren. Er war ein fuchsfarbener, englischer Vollblut-Wallach von Brilliant Invader. Als junges Pferd wurde er Striking Back genannt und startete in  Pferderennen. Blyth Taits Vater entdeckte ihn an einer Pony-Club-Veranstaltung and brachte ihn 1994 für seinen Sohn nach England.

## Vielseitigkeit
Bei den Olympischen Spielen 1996 in Atlanta wurde der Wallach unter Blyth Tait Olympiasieger.
Es war die erste Teilnahme von Ready Teddy an Olympischen Spielen. Für Tait war es bereits die zweite Teilnahme an Olympischen Spielen. Das Paar nahm nur am Einzel-Wettbewerb teil und gewann Gold, während Tait mit einem anderen Pferd am Team-Wettbewerb teilnahm. Bei den Olympischen Spielen 2000 in Sydney nahmen sie nur am Team-Wettbewerb teil, das sie mit der neuseeländischen Mannschaft auf Platz acht abschlossen. Wiederum ritt Tait im Einzelwettbewerb ein anderes Pferd.
Bei den Olympischen Spielen 2004 in Athen ritt Tait erstmals Ready Teddy in beiden Wettbewerben. Ready Teddy erreichte jedoch nur Platz 18 im Einzelwettbewerb und Platz 5 mit dem Neuseeländischen Team.
Bei den Weltreiterspielen 1998 in Rom gewannen sie sowohl im Einzel-, als auch im Team-Wettbewerb die Goldmedaille. Das ist das erste und bisher einzige Mal, dass ein Vielseitigkeitspferd bei Olympischen Spielen oder Weltreiterspielen im Einzelwettbewerb und mit der Mannschaft Gold gewonnen hat. Das Paar nahm auch be deni Weltreiterspielen 2002 in Jerez an beiden Wettbewerben teil, konnte jedoch den Wettbewerb nicht abschließen.
2001 gewann Ready Teddy die Burghley Horse Trials.
2004 verabschiedeten sich Ready Teddy und Tait bei dem Manukau Three Day Event in Puhinui, Neuseeland, aus dem internationalen Sport. Ready Teddy starb am 23. April 2011 an einer Kolik. Er ist auf Taits Anwesen in Karaka, bei Auckland begraben.